# Опсада Смедерева (1456)
Опсада Смедерева 1456. године била је неуспешан покушај Османске војске да заузме престоницу Српске деспотовине Смедерево. Султан Мехмед Освајач планирао је да пре напада на Београд освоји Смедерево. Пре доласка Турске војске деспот Ђурађ Бранковић је пребегао на своје поседе у Угарској. Град је био добро припремљен за одбрану па су Турци убрзо морали да одустану од освајања града. Претходила јој је опсада Смедерева 1453. године. 